# Stegana annulata
Stegana annulata är en tvåvingeart som beskrevs av Alexander Henry Haliday 1833. Stegana annulata ingår i släktet Stegana och familjen daggflugor.
Artens utbredningsområde är Irland. Inga underarter finns listade i Catalogue of Life.